# David Chambers
David Chambers est un scénariste et producteur américain.

## Filmographie

### Scénariste

#### PourLes Simpson
| Année | Titre                       | Titre original                     | Saison | Épisode | Réalisateur    |
| ----- | --------------------------- | ---------------------------------- | ------ | ------- | -------------- |
| 2004  | Un gros soûl, des gros sous | Milhouse Doesn't Live Here Anymore | 15     | 12      | Matthew Nastuk |

#### Autres
- 1979 : Nosey and the Kid
- 1980-1982 : Bosom Buddies : 8 épisodes
- 1982 : Drôle de vie : 1 épisode
- 1983 : L'Homme qui tombe à pic : 1 épisode
- 1983 : We Got It Made : 1 épisode
- 1984 : L'Île fantastique : 2 épisodes
- 1984 : Double Trouble : 1 épisode
- 1984 : Dreams : 2 épisodes
- 1986 : La croisière s'amuse : 1 épisode
- 1987 : Une vraie vie de rêve : 1 épisode
- 1987-1988 : Frank's Place : 5 épisodes
- 1990-1991 : Les Années coup de cœur : 6 épisodes
- 1991 : Charlie Hoover : 1 épisode
- 1992 : Stand by Your Man : 1 épisode
- 1993-1994 : Getting By : 4 épisodes
- 1994-1995 : Seuls au monde : 4 épisodes
- 1995-1997 : Mr. Cooper et nous : 3 épisodes
- 1997-1998 : The Good News : 4 épisodes
- 2001 : Becker : 1 épisode
- 2005 : The Buzz on Maggie : 1 épisode
- 2008 : Spaceballs : 4 épisodes
- 2018-2020 : Barbie Dreamhouse Adventures : 3 épisodes

### Producteur
- 1987-1988 : Frank's Place : 18 épisodes
- 1990-1991 : Les Années coup de cœur : 23 épisodes
- 1991 : Charlie Hoover : 2 épisodes
- 1992 : Stand by Your Man : 5 épisodes
- 1993 : Getting By : 2 épisodes
- 1994-1995 : Seuls au monde : 3 épisodes
- 1995-1997 : Mr. Cooper et nous : 14 épisodes
- 1997-1998 : The Good News : 20 épisodes